# Lys de madrigaux

Lys de madrigaux est une œuvre de Maurice Ohana, pour chœur féminin et ensemble instrumental, créée en 1976.

## Structure de l'œuvre
Les Lys de Madrigaux ont été composés pour un chœur de 24 voix féminines et un ensemble instrumental comportant : un piano, deux cithares (l'une chromatique, l'autre en tiers de ton), un orgue et une percussion. L'œuvre comprend six parties :
1. Calypso
2. Circé
3. Star made blues
4. Parques
5. Tropique de la Vierge
6. Miroir de Sapho

La durée d'exécution est d'environ vingt-deux minutes.

## Analyse
Les figures féminines qui ont prêté leur nom aux différents titres des parties appartiennent à  l'imaginaire poétique du compositeur, qui puise sa source dans la mythologie méditerranéenne, entre autres, dans l'Odyssée. Ainsi, Calypso, la nymphe qui sauva Ulysse de son naufrage et le retint plusieurs années auprès d'elle, Circé, fille d'Hélios et de Persé, grande magicienne qui avait le don de transformer ses convives en animaux ou en monstres, Sappho, qui se jeta à la mer par dépit amoureux. Les Parques,  fileuses qui mesuraient la vie des Mortels, ici figurant des sorcières, jeteuses de sorts. Dans l'œuvre d'Ohana, les Parques « "commandent" Tropique de la Vierge, une très belle méditation sur le Temps, avec ses plages alternées de temps immobile et de temps mesuré ». Une seule pièce - centrale - Star made blues, dont le texte est du compositeur, échappe à cette évocation mythologique. Ce blues, qui exprime l'universalité de la souffrance, est toutefois parfaitement intégré à l'œuvre. Il est à noter que l'univers poétique décrit ci-dessus, propre au compositeur, et les titres qu'il a donnés à ces 6 sections n'ont qu'une valeur suggérant un certain climat, mais les parties n'ont reçu leur nom qu'une fois la composition terminée, comme il est d'usage chez Ohana, qui entend laisser à l'auditeur la liberté de son propre imaginaire.

### Style
Les parties successives de l'œuvre suivent une logique purement musicale, puisque le chœur vocalise, à l'exception de la seconde partie Star made blues, qui peut cependant aussi être vocalisée. Des madrigaux de ses lointains prédécesseurs, Ohana en a puisé l'esprit. Ce sont des "mini drames" structurés sur un déroulement musical dont l'écriture en contrepoint trouve son sens dans ces Lys par la spatialisation sonore évoquée ci-après.

### Particularité de la pièce
Le chœur féminin dans cette pièce a une spécificité : il est mobile. En effet, Ohana a prévu des déplacements des chœurs pendant l'exécution, de façon à obtenir différents effets sonores, avec des transitions musicales permettant ces changements et un enchaînement des parties.
Pendant les deux premières pièces, le chœur est divisé en 3 groupes, dont l'éloignement est maximum, afin de créer trois sources sonores distinctes. Cette disposition dans l'espace permet d'obtenir un mouvement d'appel / réponse. À partir de la 3e pièce, le chœur est réunifié, et il est au centre de l'espace, entouré par l'ensemble instrumental et créant ainsi un effet de masse se fondant avec l'orchestre. À la fin de l'œuvre, le chœur se disloque par la dispersion des chanteuses qui s'éloignent deux par deux.

## Création
L'œuvre fut jouée pour la première fois le 1er juin 1976 au  
Grand Auditorium de Radio-France à Paris. Le Chœur féminin de Radio-France était placé sous la direction de Guy Reibel.

## Discographie
- Lys de Madrigaux; Avoaha, chœur contemporain d'Aix-en-Provence, Ensemble Musicatreize, direction : Roland Hayrabedian, Ed. Opus 111, 1994